# سوترا پیتاکا
سوترا پیتاکا (सूत्र पिटक) (suttapiṭaka؛ یا Suttanta Pitaka؛ سبد گفتمان؛ cf سانسکریت सूत्र पिटक Sūtra Piṭaka) دومین بخش از سه بخش مجموعه تریپیتاکا یا پالی کانون ،متون بودایی ترواده آیین بودایی است. دو بخش دیگر تریپیتاکا، وینایا پیتاکا و ابهیدارما پیتاکا هستند. سوترا پیتاکا شامل بیش از ۱۰۰۰۰ سوترا (آموزه‌های) منسوب به گوتاما بودا یا همراهان نزدیک او است.